# Lüftungseffizienz
Die Lüftungseffizienz beschreibt bei gegebenem Luftvolumenstrom die Wirksamkeit der Lüftung im Aufenthaltsbereich eines Raumes. Die Lüftungseffizienz ist eine für Lüftungsanlagen charakteristische Kenngröße, wie die verbrauchte Raumluft oder Schadstoffe aus dem Raum abgeführt werden.
Die Lüftungseffektivität {\displaystyle \eta _{a}} berechnet sich nach der Gleichung
{\displaystyle \eta _{a}={\frac {c_{ETA}-c_{SUP}}{c_{IDA}-c_{SUP}}}}
wobei 
- {\displaystyle c_{ETA}} die Konzentration des Schadstoffes in der Abluft,
- {\displaystyle c_{SUP}} die Konzentration des Schadstoffes in der Zuluft und
- {\displaystyle c_{IDA}} die Konzentration eines Schadstoffes in der Raumluft beschreiben.

Wesentlichen Einfluss auf die Lüftungseffizienz hat die Luftführung im Raum. Dabei ist es grundsätzlich wichtig, dass die erforderliche Außenluft nicht im Kurzschluss ungenutzt am Aufenthaltsbereich vorbei strömt, sondern die vorhandene Raumluft ersetzt. Es werden bei der Luftführung drei grundsätzliche Strömungsformen unterschieden: Verdrängungs-, Verdünnungs- und Kurzschlussströmung. Von diesen Strömungsformen hat die Verdrängungsströmung die beste und die Kurzschlussströmung die schlechteste Lüftungseffizienz.

## Lüftungssysteme
| Verdrängungslüftung | Verdünnungslüftung/Mischlüftung | Kurzschlusslüftung                                              |
| Verdrängungslüftung | Verdünnungslüftung | Kurzschlusslüftung                                              |
| Lüftungseffizienz {\displaystyle >1}                                                                                          | Lüftungseffizienz {\displaystyle =1} | Lüftungseffizienz {\displaystyle <1}                            |
| --- | --- | --------------------------------------------------------------- |
| Die turbulenzarme Verdrängungslüftung findet beispielsweise bei Quelllüftung oder in Lackierkabinen und Reinräumen Anwendung. | Die turbulente Mischlüftung ist das am häufigsten anzutreffende System (Büro, Versammlungsräume). Die messbare Lüftungseffizienz ist bei bestehenden Lüftungsanlagen jedoch meist deutlich geringer. | Der Luftvolumenstrom wird im Raum kaum als Luftwechsel wirksam. |

## Messung
Die Messung der in einem Raum vorliegenden Lüftungseffizienz wird mit dem Tracergas-Verfahren durchgeführt.

## Verweise
1. ↑  DIN EN 16798-3: Energetische Bewertung von Gebäuden - Lüftung von Gebäuden - Teil 3: Lüftung von Nichtwohngebäuden - Leistungsanforderungen an Lüftungs- und Klimaanlagen und Raumkühlsysteme (Module M5-1, M5-4); Deutsche Fassung EN 16798-3:2017.

## Weiterführende Literatur
- Recknagel-Sprenger-Schramek: Taschenbuch für Heizung+Klimatechnik. 71. Auflage. Oldenbourg Industrieverlag, München 2003, ISBN 3-486-26534-2